# Alice Sebold

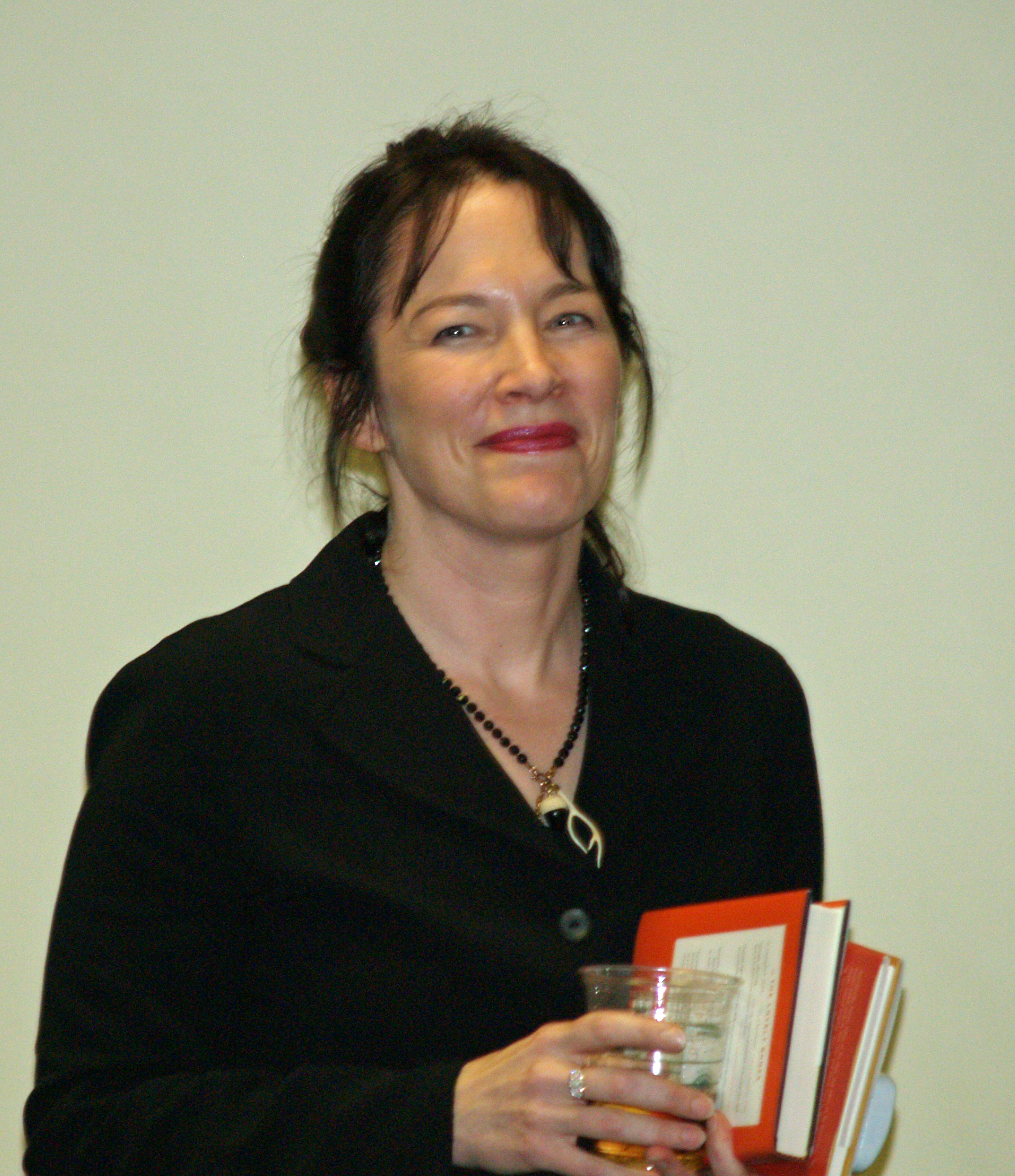
Alice Sebold (2007)

Alice Sebold (* 6. September 1963 in Madison, Wisconsin) ist eine US-amerikanische Schriftstellerin.

## Leben
Alice Sebold wuchs in einem Vorort von Philadelphia auf, schloss 1980 die Great Valley High School in Malvern Pennsylvania ab und ging danach an die Syracuse University.
Als achtzehnjährige Studienanfängerin wurde sie 1981 in einem Park angegriffen, zusammengeschlagen und brutal vergewaltigt. Als sie zu ihrem Schlafsaal im College zurückkehrte, alarmierte ein Sicherheitswachmann den medizinischen Notdienst. Sebold musste sich mehrere Monate zu Hause erholen, bevor sie es wieder wagte, an die Universität zurückzukehren und weiter zu studieren.
Einige Monate später erkannte sie beim Spaziergang auf dem Campus ihren vermeintlichen Vergewaltiger und veranlasste seine Verhaftung. Der von ihr identifizierte Mann wurde durch ihre Zeugenaussage zu 6–25 Jahren Gefängnis verurteilt und verbrachte bis 1999 letztendlich 16 Jahre im Gefängnis, u. a. weil er weiterhin seine Unschuld beteuerte. Im November 2021 wurde er dann aufgrund von neuen Beweisen nachträglich rehabilitiert.
Sie wechselte zur Universität von Houston in Texas und zog danach für zehn Jahre nach Manhattan, wo sie sich mit mehreren Jobs als Kellnerin finanziell über Wasser hielt, während sie sich bemühte, ihre Schreibkarriere in Gang zu bringen. Zwei Jahre lang konsumierte sie Heroin, behauptet jedoch, nie abhängig gewesen zu sein.
Später zog Sebold nach Südkalifornien, wo sie eine Kunstkolonie betreute. Dort verdiente sie 386 Dollar im Monat und lebte in einer kleinen Waldhütte ohne Elektrizität. Sebold gibt an, 1995 ihren Abschluss an der Universität von Kalifornien, Irvine (UCI) gemacht zu haben.
Ihr erstes Buch veröffentlichte sie 1999. Es basiert auf dem Erlebnis ihrer Vergewaltigung. Der Titel Glück gehabt (Originaltitel: Lucky) geht darauf zurück, dass ein Polizist ihr nach dem Vorfall sagte, sie habe ja noch Glück gehabt, da sie nicht umgebracht worden sei, denn kurze Zeit vor ihr sei im selben Park ein anderes Mädchen ebenfalls missbraucht und danach getötet worden.
Im November 2001 heiratete Alice Sebold den Drehbuchautor Glen David Gold.
In ihrem Roman In meinem Himmel (Originaltitel: The Lovely Bones) aus dem Jahre 2002 schildert sie die Jagd nach einem Vergewaltiger aus Sicht der 14-jährigen vergewaltigten und ermordeten Susie Salmon, die in einem Reich zwischen Leben und Tod angekommen ist. Aus diesem Zwischenreich blickt sie herab auf ihre verzweifelte Familie, verfolgt das weitere Leben des Vergewaltigers und erinnert sich an ihr kurzes Leben. Der Roman wurde in den USA ein Überraschungserfolg und von Regisseur Peter Jackson 2009 aufwändig verfilmt. Der deutsche Kinostart für In meinem Himmel war der 18. Februar 2010.
Eine Verfilmung ihres Romans Lucky wurde u. a. auf Grund der dem Skript widersprechenden Erkenntnisse abgesagt.

## Werke
- Glück gehabt (Lucky), Goldmann Verlag, München 2004, ISBN 3-442-54152-2
- In meinem Himmel (The Lovely Bones), Manhattan Verlag / Goldmann Verlag, München 2003, ISBN 3-442-54552-8
- Das Gesicht des Mondes (The Almost Moon), Manhattan Verlag, München, 2008, ISBN 3-442-54556-0